# Neuer Weg 5 (Quedlinburg)

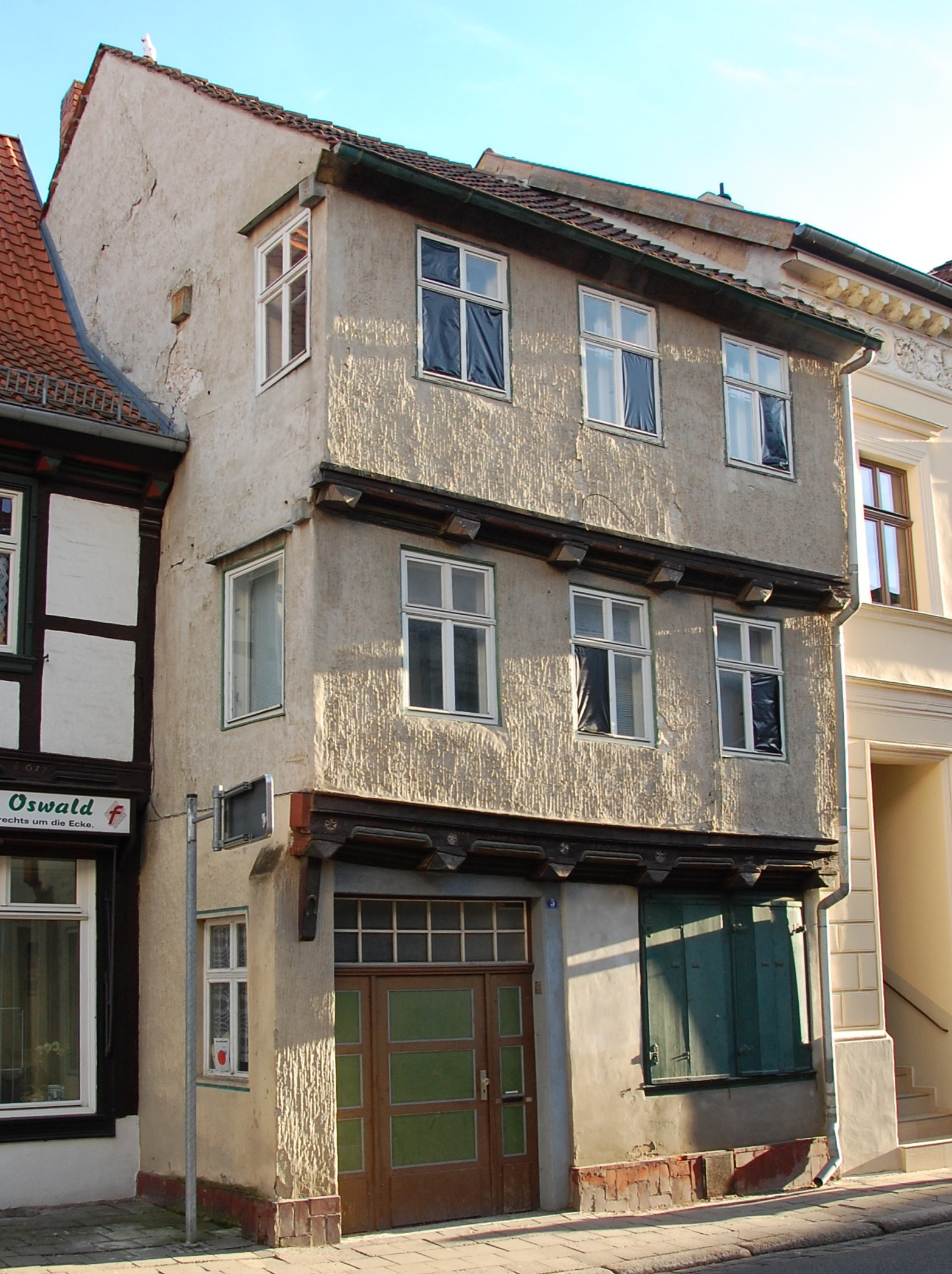
Haus Neuer Weg 5

Das Haus Neuer Weg 5 ist ein denkmalgeschütztes Gebäude in Quedlinburg in Sachsen-Anhalt.

## Lage
Das im Quedlinburger Denkmalverzeichnis als Wohnhaus eingetragene Gebäude befindet sich südlich der historischen Quedlinburger Altstadt, auf der Ostseite des Neuen Wegs. Nördlich grenzt das gleichfalls denkmalgeschützte Haus Neuer Weg 4, südlich das Haus Neuer Weg 6 an.

## Architektur und Geschichte
Das dreigeschossige Fachwerkhaus verfügt an der Stockschwelle des ersten Geschosses über eine Inschrift, nach der das Haus 1677 entstand. Die Fachwerkfassade ist mit für die Bauzeit typischen Zierformen geschmückt. So finden sich Kerbschnitt und Pyramidenbalkenköpfe. Die oberen Stockwerke kragen deutlich vor. Im 18. Jahrhundert wurde die Fassade verputzt. Nördlich des mit einem Satteldach bedeckten Hauses springt die Straßenflucht zurück.